# Liste von Superheldenfilmen
Die Liste der Superheldenfilme soll einen Überblick darüber geben, wann welcher Superhelden-Film entstand. Ein Superheld ist in der Regel ein neben seiner bürgerlichen Identität mit übermenschlichen Fähigkeiten ausgestatteter Mensch oder menschenähnlicher Außerirdischer, der diese Fähigkeiten zur Abwehr von Bedrohungen einsetzt. Die Übernahme der Superhelden-Rolle wird fast durchweg durch eine auffallende Kostümierung gekennzeichnet.
Die folgenden Listen sind unvollständig und werden gewissen Ansprüchen der Vollständigkeit nicht entsprechen können. Die Liste enthält den deutschen Titel, Regie, Anmerkungen sowie welcher Superheld porträtiert wird. „Ohne Vorlage“ bedeutet, dass der Film/die Serie lediglich auf einem Originaldrehbuch basiert.

## Filme

### Spielfilme
| Jahr | Titel                                                            | Regie                            | Porträtierter Superheld / Vorlage     | Anmerkung(en)                                                                                               |
| ---- | ---------------------------------------------------------------- | -------------------------------- | ------------------------------------- | --- |
| 2025 | Captain America: Brave New World                                 | Julius Onah                      | Captain America                       | Teil des MCU                                                                                                |
| 2025 | The Fantastic Four: First Steps                                  | Matt Shakman                     | Die Fantastischen Vier                | Teil des MCU                                                                                                |
| 2025 | Superman                                                         | James Gunn                       | Superman                              | |
| 2025 | Thunderbolts*                                                    | Jake Schreier                    | Thunderbolts                          | Teil des MCU                                                                                                |
| 2024 | Deadpool & Wolverine                                             | Shawn Levy                       | Deadpool, Wolverine                   | Fortsetzung zu Deadpool 2                                                                                   |
| 2024 | Kraven the Hunter                                                | J. C. Chandor                    | Kraven the Hunter                     | |
| 2024 | Madame Web                                                       | S. J. Clarkson                   | Madame Web                            | |
| 2024 | Venom: The Last Dance                                            | Kelly Marcel                     | Venom                                 | Fortsetzung zu Venom: Let There Be Carnage                                                                  |
| 2023 | Aquaman and the Lost Kingdom                                     | James Wan                        | Aquaman                               | Fortsetzung zu Aquaman                                                                                      |
| 2023 | The Marvels                                                      | Nia DaCosta                      | Captain Marvel, Ms. Marvel            | Fortsetzung zu Captain Marvel, Ms. Marvel und WandaVision                                                   |
| 2023 | The Flash                                                        | Andy Muschietti                  | The Flash                             | Teil des DCEU                                                                                               |
| 2023 | Guardians of the Galaxy Vol. 3                                   | James Gunn                       | Guardians of the Galaxy               | Fortsetzung zu Guardians of the Galaxy Vol. 2                                                               |
| 2023 | Shazam! Fury of the Gods                                         | David F. Sandberg                | Shazam                                | Fortsetzung zu Shazam!                                                                                      |
| 2023 | Ant-Man and the Wasp: Quantumania                                | Peyton Reed                      | Ant-Man                               | Fortsetzung zu Ant-Man and the Wasp                                                                         |
| 2022 | Secret Headquarters: Das Geheime Hauptquartier                   | Henry Joost & Ariel Schulman     | ohne Vorlage                          | |
| 2022 | Black Panther: Wakanda Forever                                   | Ryan Coogler                     | Black Panther                         | Fortsetzung zu Black Panther                                                                                |
| 2022 | Black Adam                                                       | Jaume Collet-Serra               | Black Adam                            | Teil des DCEU                                                                                               |
| 2022 | Thor: Love and Thunder                                           | Taika Waititi                    | Thor                                  | Fortsetzung zu Thor: Tag der Entscheidung und Avengers: Endgame                                             |
| 2022 | Doctor Strange in the Multiverse of Madness                      | Sam Raimi                        | Doctor Strange                        | Fortsetzung zu Doctor Strange und WandaVision                                                               |
| 2022 | Morbius                                                          | Daniél Espinosa                  | Morbius                               | Teil des SSU                                                                                                |
| 2022 | The Batman                                                       | Matt Reeves                      | Batman                                | Neustart der Batman-Reihe                                                                                   |
| 2021 | Spider-Man: No Way Home                                          | Jon Watts                        | Spider-Man                            | Fortsetzung zu Spider-Man: Far From Home                                                                    |
| 2021 | Superheld wider Willen                                           | Philippe Lacheau                 | ohne Vorlage                          | |
| 2021 | Eternals                                                         | Chloé Zhao                       | Eternals                              | Teil des MCU                                                                                                |
| 2021 | Venom: Let There Be Carnage                                      | Andy Serkis                      | Venom                                 | Fortsetzung zu Venom                                                                                        |
| 2021 | Shang-Chi and the Legend of the Ten Rings                        | Destin Daniel Cretton            | Shang-Chi                             | Teil des MCU                                                                                                |
| 2021 | The Suicide Squad                                                | James Gunn                       | Suicide Squad                         | Teil des DCEU                                                                                               |
| 2021 | Black Widow                                                      | Cate Shortland                   | Black Widow                           | Teil des MCU                                                                                                |
| 2021 | Thunder Force                                                    | Ben Falcone                      | ohne Vorlage                          | |
| 2021 | Zack Snyder’s Justice League                                     | Zack Snyder                      | Justice League                        | Fortsetzung zu Batman v Superman: Dawn of Justice                                                           |
| 2021 | Wie ich ein Superheld wurde                                      | Douglas Attal                    | Romanvorlage                          | |
| 2021 | Flora & Ulysses                                                  | Lena Khan                        | Flora & Ulysses von Kate DiCamillo    | |
| 2020 | Wonder Woman 1984                                                | Patty Jenkins                    | Wonder Woman                          | Fortsetzung zu Wonder Woman                                                                                 |
| 2020 | Freaks – Du bist eine von uns                                    | Felix Binder                     | ohne Vorlage                          | |
| 2020 | The New Mutants                                                  | Josh Boone                       | New Mutants                           | Teil der X-Men-Reihe                                                                                        |
| 2020 | Project Power                                                    | Henry Joost und Ariel Schulman   | ohne Vorlage                          | |
| 2020 | Bloodshot                                                        | Dave Wilson                      | Comicvorlage                          | |
| 2020 | Birds of Prey: The Emancipation of Harley Quinn                  | Cathy Yan                        | Birds of Prey                         | lose Fortsetzung zu Suicide Squad                                                                           |
| 2019 | Spider-Man: Far From Home                                        | Jon Watts                        | Spider-Man                            | Fortsetzung zu Spider-Man: Homecoming & Avengers: Endgame                                                   |
| 2019 | Supervized                                                       | Steve Barron                     | ohne Vorlage                          | Persiflage auf Superheldenfilme                                                                             |
| 2019 | X-Men: Dark Phoenix                                              | Simon Kinberg                    | X-Men                                 | Fortsetzung zu X-Men: Apocalypse                                                                            |
| 2019 | Brightburn: Son of Darkness                                      | David Yarovesky                  | ohne Vorlage                          | |
| 2019 | Avengers: Endgame                                                | Anthony und Joe Russo            | The Avengers                          | Fortsetzung zu Avengers: Infinity War                                                                       |
| 2019 | Hellboy – Call of Darkness                                       | Neil Marshall                    | Hellboy                               | Neustart der Hellboy-Reihe                                                                                  |
| 2019 | Shazam!                                                          | David F. Sandberg                | Shazam                                | Teil des DCEU                                                                                               |
| 2019 | Invisible Sue – Plötzlich unsichtbar                             | Markus Dietrich                  | ohne Vorlage                          | |
| 2019 | Captain Marvel                                                   | Anna Boden und Ryan Fleck        | Captain Marvel                        | Teil des MCU                                                                                                |
| 2019 | Black Snake, la légende du serpent noir                          | Thomas Ngijol, Karole Rocher     | ohne Vorlage                          | |
| 2019 | Glass                                                            | M. Night Shyamalan               | ohne Vorlage                          | Fortsetzung zu Split & Unbreakable – Unzerbrechlich                                                         |
| 2018 | Aquaman                                                          | James Wan                        | Aquaman                               | Fortsetzung zu Justice League                                                                               |
| 2018 | Superlópez                                                       | Javier Ruiz Caldera              | Super-Meier                           | |
| 2018 | Venom                                                            | Ruben Fleischer                  | Venom                                 | Beginn des Sony’s Spider-Man Universe                                                                       |
| 2018 | Avengers of Justice: Farce Wars                                  | Jarrett Tarnol                   |                                       | Superhelden-Parodie                                                                                         |
| 2018 | The Darkest Minds – Die Überlebenden                             | Jennifer Yuh Nelson              | Romanvorlage                          | |
| 2018 | Ant-Man and the Wasp                                             | Peyton Reed                      | Ant-Man                               | Fortsetzung zu Ant-Man & The First Avenger: Civil War                                                       |
| 2018 | Deadpool 2                                                       | David Leitch                     | Deadpool                              | Fortsetzung zu Deadpool                                                                                     |
| 2018 | Avengers: Infinity War                                           | Anthony und Joe Russo            | The Avengers                          | Fortsetzung zur gesamten Phase 3 des MCU                                                                    |
| 2018 | Black Panther                                                    | Ryan Coogler                     | Black Panther                         | Fortsetzung zu The First Avenger: Civil War                                                                 |
| 2018 | Psychokinesis                                                    | Yeon Sang-ho                     | ohne Vorlage                          | |
| 2017 | Lux – Krieger des Lichts                                         | Daniel Wild                      | ohne Vorlage                          | Satire |
| 2017 | Valentine – The Dark Avenger                                     | Ubay Fox und Agus Pestol         | Comicvorlage                          | |
| 2017 | Justice League                                                   | Zack Snyder und Joss Whedon      | Justice League                        | Fortsetzung zu Batman v Superman: Dawn of Justice                                                           |
| 2017 | Thor: Tag der Entscheidung                                       | Taika Waititi                    | Thor                                  | Fortsetzung zu Thor – The Dark Kingdom, Avengers: Age of Ultron & Doctor Strange                            |
| 2017 | Sign Gene: Die ersten tauben Superhelden                         | Emilio Insolera                  | ohne Vorlage                          | |
| 2017 | Spider-Man: Homecoming                                           | Jon Watts                        | Spider-Man                            | Fortsetzung zu The First Avenger: Civil War                                                                 |
| 2017 | Wonder Woman                                                     | Patty Jenkins                    | Wonder Woman                          | Prequel zu Batman v Superman: Dawn of Justice                                                               |
| 2017 | Guardians of the Galaxy Vol. 2                                   | James Gunn                       | Guardians of the Galaxy               | Fortsetzung zu Guardians of the Galaxy                                                                      |
| 2017 | Power Rangers                                                    | Dean Israelite                   | Power Rangers                         | |
| 2017 | Logan – The Wolverine                                            | James Mangold                    | Wolverine                             | Fortsetzung zu Wolverine: Weg des Kriegers & X-Men: Zukunft ist Vergangenheit                               |
| 2017 | Guardians                                                        | Sarik Andreasyan                 |                                       | |
| 2017 | Split                                                            | M. Night Shyamalan               | ohne Vorlage                          | im selben Universum wie Unbreakable – Unzerbrechlich                                                        |
| 2017 | Rendel                                                           | Jesse Haaja                      | Rendel                                | |
| 2016 | Doctor Strange                                                   | Scott Derrickson                 | Doctor Strange                        | Teil des MCU                                                                                                |
| 2016 | Max Steel                                                        | Stewart Hendler                  | Spielzeugvorlage                      | |
| 2016 | Antboy - Superhelden hoch 3                                      | Ask Hasselbalch                  |                                       | Fortsetzung zu Antboy - Die Rache der Red Fury                                                              |
| 2016 | Aman, der Held                                                   | Remo D'Souza                     |                                       | |
| 2016 | Suicide Squad                                                    | David Ayer                       | Suicide Squad                         | Fortsetzung zu Batman v Superman: Dawn of Justice                                                           |
| 2016 | Teenage Mutant Ninja Turtles: Out of the Shadows                 | Dave Green                       | Teenage Mutant Ninja Turtles          | Fortsetzung zu Teenage Mutant Ninja Turtles                                                                 |
| 2016 | Hentai Kamen: Abnormal Crisis                                    | Yūichi Fukuda                    | Kyūkyoku!! Hentai Kamen               | Fortsetzung zu Hentai Kamen                                                                                 |
| 2016 | X-Men: Apocalypse                                                | Bryan Singer                     | X-Men                                 | Fortsetzung zu X-Men: Zukunft ist Vergangenheit                                                             |
| 2016 | The First Avenger: Civil War                                     | Anthony und Joe Russo            | Captain America, The Avengers         | Fortsetzung zu The Return of the First Avenger, Avengers: Age of Ultron & Ant-Man                           |
| 2016 | Batman v Superman: Dawn of Justice                               | Zack Snyder                      | Superman, Batman                      | Fortsetzung zu Man of Steel                                                                                 |
| 2016 | Sie nannten ihn Jeeg Robot                                       | Gabriele Mainetti                | ohne Vorlage                          | |
| 2016 | Deadpool                                                         | Tim Miller                       | Deadpool                              | Teil der X-Men-Reihe                                                                                        |
| 2015 | American Hero                                                    | Nick Love                        | ohne Vorlage                          | |
| 2015 | Fantastic Four                                                   | Josh Trank                       | Die Fantastischen Vier                | Neustart der Fantastic-Four-Reihe                                                                           |
| 2015 | Ant-Man                                                          | Peyton Reed                      | Ant-Man                               | Teil des MCU                                                                                                |
| 2015 | Avengers: Age of Ultron                                          | Joss Whedon                      | The Avengers                          | Fortsetzung zu Iron Man 3, The Return of the First Avenger, Thor – The Dark Kingdom & Marvel’s The Avengers |
| 2014 | Der unsichtbare Junge                                            | Gabriele Salvatores              | ohne Vorlage                          | |
| 2014 | Teenage Mutant Ninja Turtles                                     | Jonathan Liebesman               | Teenage Mutant Ninja Turtles          | Neuauflage von Turtles (1990–1993)                                                                          |
| 2014 | Guardians of the Galaxy                                          | James Gunn                       | Guardians of the Galaxy               | Teil des MCU                                                                                                |
| 2014 | Antboy - Die Rache der Red Fury                                  | Ask Hasselbalch                  |                                       | Fortsetzung zu Antboy – Der Biss der Ameise                                                                 |
| 2014 | X-Men: Zukunft ist Vergangenheit                                 | Bryan Singer                     | X-Men                                 | Fortsetzung zu Wolverine: Weg des Kriegers, X-Men: Erste Entscheidung & X-Men: Der letzte Widerstand        |
| 2014 | The Amazing Spider-Man 2: Rise of Electro                        | Marc Webb                        | Spider-Man                            | Fortsetzung zu The Amazing Spider-Man                                                                       |
| 2014 | The Return of the First Avenger                                  | Anthony und Joe Russo            | Captain America                       | Fortsetzung zu Captain America: The First Avenger & Marvel’s The Avengers                                   |
| 2014 | RoboCop                                                          | José Padilha                     | RoboCop                               | Neuverfilmung des gleichnamigen Films aus dem Jahr 1987                                                     |
| 2014 | I, Frankenstein                                                  | Stuart Beattie                   | Adam Frankenstein                     | |
| 2013 | Krrish 3                                                         | Rakesh Roshan                    |                                       | Fortsetzung zu Krrish, der Sternenheld                                                                      |
| 2013 | Thor – The Dark Kingdom                                          | Alan Taylor                      | Thor                                  | Fortsetzung zu Thor & Marvel’s The Avengers                                                                 |
| 2013 | Kick-Ass 2                                                       | Jeff Wadlow                      | Kick-Ass                              | Fortsetzung zu Kick-Ass                                                                                     |
| 2013 | Hentai Kamen                                                     | Yūichi Fukuda                    | Kyūkyoku!! Hentai Kamen               | |
| 2013 | Super Buddies                                                    | Robert Vince                     |                                       | Achter Teil einer Spin-off-Filmreihe zur Reihe Air Bud – Champion auf vier Pfoten, Direct-to-Video          |
| 2013 | Wolverine: Weg des Kriegers                                      | James Mangold                    | Wolverine                             | Fortsetzung zu X-Men Origins: Wolverine                                                                     |
| 2013 | Man of Steel                                                     | Zack Snyder                      | Superman                              | Beginn des DCEU                                                                                             |
| 2013 | Iron Man 3                                                       | Shane Black                      | Iron Man                              | Fortsetzung von Iron Man 2 & Marvel’s The Avengers                                                          |
| 2013 | Antboy - Der Biss der Ameise                                     | Ask Hasselbalch                  |                                       | Beginn der Reihe                                                                                            |
| 2013 | Captain Battle: Legacy War                                       | David Palmieri                   | ohne Vorlage                          | Kopie von Captain America, Direct-to-Video                                                                  |
| 2012 | Dredd                                                            | Pete Travis                      | Judge Dredd                           | |
| 2012 | The Dark Knight Rises                                            | Christopher Nolan                | Batman                                | Fortsetzung zu The Dark Knight                                                                              |
| 2012 | The Amazing Spider-Man                                           | Marc Webb                        | Spider-Man                            | Beginn einer neuen Spider-Man-Filmreihe                                                                     |
| 2012 | Marvel’s The Avengers                                            | Joss Whedon                      | The Avengers                          | Fortsetzung zu Captain America - The First Avenger, Thor, Iron Man 2 & Der unglaubliche Hulk                |
| 2012 | Chronicle – Wozu bist Du fähig?                                  | Josh Trank                       | keine Vorlage                         | |
| 2012 | Ghost Rider: Spirit of Vengeance                                 | Mark Neveldine und Brian Taylor  | Ghost Rider                           | Fortsetzung zu Ghost Rider                                                                                  |
| 2012 | Avenging Force: The Scarab                                       | Brett Kelly                      | Scarab                                | Direct-to-Video                                                                                             |
| 2012 | Rise of the Black Bat                                            | Scott Patrick                    | ohne Vorlage                          | Kopie von Batman, Direct-to-Video                                                                           |
| 2011 | The Speed of Thought                                             | Evan Oppenheimer                 | ohne Vorlage                          | |
| 2011 | All Superheroes Must Die                                         | Jason Trost                      | ohne Vorlage                          | |
| 2011 | RA.One – Superheld mit Herz                                      | Anubhav Sinha                    |                                       | |
| 2011 | Conan                                                            | Marcus Nispel                    | Conan der Cimmerier                   | |
| 2011 | Captain America: The First Avenger                               | Joe Johnston                     | Captain America                       | Teil des MCU                                                                                                |
| 2011 | Green Lantern                                                    | Martin Campbell                  | Green Lantern                         | |
| 2011 | X-Men: Erste Entscheidung                                        | Matthew Vaughn                   | X-Men                                 | Prequel zu X-Men                                                                                            |
| 2011 | Thor                                                             | Kenneth Branagh                  | Thor                                  | Teil des MCU                                                                                                |
| 2011 | Ich bin Nummer Vier                                              | D. J. Caruso                     | Romanvorlage                          | |
| 2011 | The Green Hornet                                                 | Michel Gondry                    | Green Hornet                          | |
| 2010 | Red Eagle - A Hero Never Dies                                    | Wisit Sasanatieng                |                                       | |
| 2010 | Super                                                            | James Gunn                       | ohne Vorlage                          | |
| 2010 | Jonah Hex                                                        | Jimmy Hayward                    | Jonah Hex                             | |
| 2010 | Iron Man 2                                                       | Jon Favreau                      | Iron Man                              | Fortsetzung zu Iron Man                                                                                     |
| 2010 | Kick-Ass                                                         | Matthew Vaughn                   | Kick-Ass                              | |
| 2009 | Defendor                                                         | Peter Stebbings                  | ohne Vorlage                          | |
| 2009 | Ben 10: Alien Swarm                                              | Alex Winter                      | Ben 10                                | Fortsetzung zu Ben 10 – Wettlauf gegen die Zeit, Fernsehfilm                                                |
| 2009 | Het geheim van Mega Mindy                                        | Matthias Temmermans              | Mega Mindy                            | |
| 2009 | X-Men Origins: Wolverine                                         | Gavin Hood                       | Wolverine                             | Prequel zu X-Men                                                                                            |
| 2009 | Captain Berlin versus Hitler                                     | Thilo Gosejohann                 | Captain Berlin                        | |
| 2009 | Watchmen – Die Wächter                                           | Zack Snyder                      | Watchmen                              | |
| 2009 | Push                                                             | Paul McGuigan                    | ohne Vorlage                          | |
| 2008 | The Spirit                                                       | Frank Miller                     | The Spirit                            | |
| 2008 | Punisher: War Zone                                               | Lexi Alexander                   | Punisher                              | Fortsetzung zu The Punisher                                                                                 |
| 2008 | Hellboy – Die goldene Armee                                      | Guillermo del Toro               | Hellboy                               | Fortsetzung zu Hellboy                                                                                      |
| 2008 | The Dark Knight                                                  | Christopher Nolan                | Batman                                | Fortsetzung zu Batman Begins                                                                                |
| 2008 | Superhero Movie                                                  | Craig Mazin                      | ohne direkte Vorlage                  | Parodie auf u. a. Spider-Man                                                                                |
| 2008 | Batman: Gotham Knight                                            | Yasuhiro Aoki u. a.              | Batman                                | Episodenfilm                                                                                                |
| 2008 | Der unglaubliche Hulk                                            | Louis Leterrier                  | Hulk                                  | Teil des MCU                                                                                                |
| 2008 | Hancock                                                          | Peter Berg                       | ohne Vorlage                          | |
| 2008 | Iron Man                                                         | Jon Favreau                      | Iron Man                              | Beginn des MCU                                                                                              |
| 2008 | Jumper                                                           | Doug Liman                       | Romanvorlage von Steven Gould         | |
| 2007 | Ben 10 – Wettlauf gegen die Zeit                                 | Alex Winter                      | Ben 10                                | Fernsehfilm                                                                                                 |
| 2007 | Fantastic Four 2                                                 | Tim Story                        | Die Fantastische Vier                 | Fortsetzung zu Fantastic Four                                                                               |
| 2007 | Underdog – Unbesiegt weil er fliegt                              | Frederik Du Chau                 | Underdog                              | Basiert auf der Zeichentrickserie Underdog (1964–1973)                                                      |
| 2007 | Mirageman Kicks Ass                                              | Ernesto Díaz Espinoza            | ohne Vorlage                          | chilenischer Martial-Arts-Film                                                                              |
| 2007 | Spider-Man 3                                                     | Sam Raimi                        | Spider-Man                            | Fortsetzung zu Spider-Man 2                                                                                 |
| 2007 | Ghost Rider                                                      | Mark Steven Johnson              | Ghost Rider                           | |
| 2006 | Special                                                          | Hal Haberman und Jeremy Passmore | ohne Vorlage                          | |
| 2006 | Die Super-Ex                                                     | Ivan Reitman                     | ohne Vorlage                          | |
| 2006 | Superman Returns                                                 | Bryan Singer                     | Superman                              | indirekte Fortsetzung zu Superman II – Allein gegen alle                                                    |
| 2006 | Zoom – Akademie für Superhelden                                  | Peter Hewitt                     | ohne Vorlage                          | |
| 2006 | Lightspeed                                                       | Don E. FauntLeRoy                | Lightspeed                            | Fernsehfilm                                                                                                 |
| 2006 | Krrish                                                           | Rakesh Roshan                    |                                       | Fortsetzung zu Sternenkind – Koi Mil Gaya                                                                   |
| 2006 | X-Men: Der letzte Widerstand                                     | Brett Ratner                     | X-Men                                 | Fortsetzung zu X-Men 2                                                                                      |
| 2005 | Æon Flux                                                         | Karyn Kusama                     | Æon Flux                              | |
| 2005 | Painkiller Jane                                                  | Sanford Bookstaver               | Painkiller Jane                       | Fernsehfilm                                                                                                 |
| 2005 | Die Abenteuer von Sharkboy und Lavagirl in 3-D                   | Robert Rodriguez                 | ohne Vorlage                          | |
| 2005 | Sky High – Diese Highschool hebt ab!                             | Mike Mitchell                    | ohne Vorlage                          | |
| 2005 | Fantastic Four                                                   | Tim Story                        | Die Fantastische Vier                 | |
| 2005 | Batman Begins                                                    | Christopher Nolan                | Batman                                | Beginn einer neuen Batman-Filmreihe                                                                         |
| 2005 | The Crow – Wicked Prayer                                         | Lance Mungia                     | The Crow                              | Fortsetzung zu The Crow III – Tödliche Erlösung, Direct-to-Video                                            |
| 2005 | Marvel's Man-Thing                                               | Brett Leonard                    | Man-Thing                             | Fernsehfilm                                                                                                 |
| 2005 | Elektra                                                          | Rob Bowman                       | Elektra                               | Spin-off zu Daredevil                                                                                       |
| 2005 | Die Maske 2: Die nächste Generation                              | Lawrence Guterman                | Die Maske                             | Fortsetzung zu Die Maske                                                                                    |
| 2004 | Blade: Trinity                                                   | David S. Goyer                   | Blade                                 | Fortsetzung zu Blade II                                                                                     |
| 2004 | Hellboy                                                          | Guillermo del Toro               | Hellboy                               | |
| 2004 | Catwoman                                                         | Pitof                            | Catwoman                              | |
| 2004 | Spider-Man 2                                                     | Sam Raimi                        | Spider-Man                            | Fortsetzung zu Spider-Man                                                                                   |
| 2004 | The Punisher                                                     | Jonathan Hensleigh               | Punisher                              | |
| 2004 | Arahan                                                           | Ryoo Seung-wan                   | ohne Vorlage                          | |
| 2004 | Zebraman                                                         | Takashi Miike                    | ohne Vorlage                          | |
| 2003 | Captain Barbell                                                  | Mac Alejandre                    | Captain Barbell                       | |
| 2003 | Die Liga der außergewöhnlichen Gentlemen                         | Stephen Norrington               | The League of Extraordinary Gentlemen | |
| 2003 | Hulk                                                             | Ang Lee                          | Hulk                                  | |
| 2003 | Bulletproof Monk – Der kugelsichere Mönch                        | Paul Hunter                      | Bulletproof Monk                      | |
| 2003 | X-Men 2                                                          | Bryan Singer                     | X-Men                                 | Fortsetzung zu X-Men                                                                                        |
| 2003 | Daredevil                                                        | Mark Steven Johnson              | Daredevil                             | |
| 2002 | Spider-Man                                                       | Sam Raimi                        | Spider-Man                            | Beginn der Filmreihe                                                                                        |
| 2002 | Blade II                                                         | Guillermo del Toro               | Blade                                 | Fortsetzung zu Blade                                                                                        |
| 2000 | Unbreakable – Unzerbrechlich                                     | M. Night Shyamalan               | ohne Vorlage                          | |
| 2000 | The Specials                                                     | Craig Mazin                      | ohne Vorlage                          | Independentfilm                                                                                             |
| 2000 | Highlander: Endgame                                              | Douglas Aarniokoski              | ohne Vorlage                          | Fortsetzung zu Highlander III – Die Legende                                                                 |
| 2000 | X-Men                                                            | Bryan Singer                     | X-Men                                 | Beginn der Filmreihe                                                                                        |
| 2000 | Witchblade - Die Waffe der Götter                                | Ralph Hemecker                   | Witchblade                            | Fernsehfilm                                                                                                 |
| 2000 | Atomic Hero IV                                                   | Lloyd Kaufman                    | The Toxic Avenger                     | Fortsetzung zu Toxie’s letzte Schlacht                                                                      |
| 2000 | Knights of Justice                                               | Philip Cable                     | ohne Vorlage                          | Fernsehfilm                                                                                                 |
| 2000 | The Crow III – Tödliche Erlösung                                 | Bharat Nalluri                   | The Crow                              | Fortsetzung zu The Crow – Die Rache der Krähe, Direct-to-Video                                              |
| 2000 | Up, Up and Away                                                  | Robert Townsend                  | ohne Vorlage                          | Fernsehfilm                                                                                                 |
| 1999 | Mystery Men                                                      | Kinka Usher                      | Flaming Carrot Comics                 | |
| 1998 | Agent Nick Fury – Einsatz in Berlin                              | Rod Hardy                        | Nick Fury                             | Fernsehfilm                                                                                                 |
| 1998 | Blade                                                            | Stephen Norrington               | Blade                                 | Beginn der Filmreihe                                                                                        |
| 1998 | Star Kid                                                         | Manny Coto                       | ohne Vorlage                          | |
| 1997 | Batman & Robin                                                   | Joel Schumacher                  | Batman                                | Fortsetzung zu Batman Forever                                                                               |
| 1997 | Spawn                                                            | Mark A. Z. Dippé                 | Spawn                                 | |
| 1997 | Steel Man                                                        | Kenneth Johnson                  | Steel                                 | |
| 1997 | Orgazmo                                                          | Trey Parker                      | ohne Vorlage                          | |
| 1997 | Black Scorpion II: Aftershock                                    | Jonathan Winfrey                 | ohne Vorlage                          | Fortsetzung zu Black Scorpion                                                                               |
| 1997 | Turbo: Der Power Rangers Film                                    | Shuki Levy und David Winning     | Power Rangers                         | |
| 1996 | Barb Wire                                                        | David Hogan                      | Barb Wire                             | |
| 1996 | The Crow – Die Rache der Krähe                                   | Tim Pope                         | The Crow                              | Fortsetzung zu The Crow – Die Krähe                                                                         |
| 1996 | Generation X                                                     | Jack Sholder                     | Generation X                          | Pilotfilm zu einer nicht realisierten Fernsehserie                                                          |
| 1996 | Das Phantom                                                      | Simon Wincer                     | Phantom (Comic)                       | |
| 1996 | Darkman III – Das Experiment                                     | Bradford May                     | ohne Vorlage                          | Fortsetzung zu Darkman II – Durants Rückkehr, Direct-to-Video                                               |
| 1995 | Batman Forever                                                   | Joel Schumacher                  | Batman                                | Fortsetzung zu Batmans Rückkehr                                                                             |
| 1995 | Judge Dredd                                                      | Danny Cannon                     | Judge Dredd                           | |
| 1995 | Tank Girl                                                        | Rachel Talalay                   | Tank Girl                             | |
| 1995 | Power Rangers – Der Film                                         | Bryan Spicer                     | Power Rangers                         | |
| 1995 | Darkman II – Durants Rückkehr                                    | Bradford May                     | ohne Vorlage                          | Fortsetzung zu Darkman, Direct-to-Video                                                                     |
| 1995 | Black Scorpion                                                   | Jonathan Winfrey                 | ohne Vorlage                          | Fernsehfilm                                                                                                 |
| 1994 | The Crow – Die Krähe                                             | Alex Proyas                      | The Crow                              | Beginn der Filmreihe                                                                                        |
| 1994 | Die Maske                                                        | Chuck Russell                    | Die Maske                             | |
| 1994 | Shadow und der Fluch des Khan                                    | Russell Mulcahy                  | The Shadow                            | |
| 1994 | Timecop                                                          | Peter Hyams                      | Timecop                               | |
| 1994 | Blankman                                                         | Mike Binder                      | ohne Vorlage                          | |
| 1993 | Meteor Man                                                       | Robert Townsend                  | ohne Vorlage                          | |
| 1993 | RoboCop 3                                                        | Fred Dekker                      | ohne Vorlage                          | Fortsetzung zu RoboCop 2                                                                                    |
| 1993 | Turtles 3                                                        | Stuart Gillard                   | Teenage Mutant Ninja Turtles          | Fortsetzung zu Turtles 2                                                                                    |
| 1992 | Batmans Rückkehr                                                 | Tim Burton                       | Batman                                | Fortsetzung zu Batman                                                                                       |
| 1992 | Doctor Mordrid                                                   | Albert Band und Charles Band     | ohne Vorlage                          | Direct-to-Video                                                                                             |
| 1991 | Turtles 2                                                        | Michael Pressman                 | Teenage Mutant Ninja Turtles          | Fortsetzung zu Turtles                                                                                      |
| 1991 | Rocketeer                                                        | Joe Johnston                     | Rocketeer                             | |
| 1990 | Captain America                                                  | Albert Pyun                      | Captain America                       | |
| 1990 | RoboCop 2                                                        | Irvin Kershner                   | ohne Vorlage                          | Fortsetzung zu RoboCop                                                                                      |
| 1990 | Sgt. Kabukiman N.Y.P.D.                                          | Michael Herz, Lloyd Kaufman      | ohne Vorlage                          | |
| 1990 | Turtles                                                          | Steve Barron                     | Teenage Mutant Ninja Turtles          | Beginn der Filmreihe                                                                                        |
| 1990 | Der Tod des unheimlichen Hulk                                    | Bill Bixby                       | Hulk                                  | Basierend auf der Fernsehserie Der unglaubliche Hulk                                                        |
| 1990 | Darkman                                                          | Sam Raimi                        | ohne Vorlage                          | Beginn der Filmreihe                                                                                        |
| 1989 | Toxie’s letzte Schlacht                                          | Michael Herz, Lloyd Kaufman      | The Toxic Avenger                     | Fortsetzung zu Atomic Hero 2                                                                                |
| 1989 | Atomic Hero 2                                                    | Michael Herz, Lloyd Kaufman      | The Toxic Avenger                     | Fortsetzung zu Atomic Hero                                                                                  |
| 1989 | Batman                                                           | Tim Burton                       | Batman                                | Beginn einer neuen Batman-Filmreihe                                                                         |
| 1989 | Das grüne Ding aus dem Sumpf                                     | Jim Wynorski                     | Swamp Thing                           | Fortsetzung zu Das Ding aus dem Sumpf                                                                       |
| 1989 | The Punisher                                                     | Mark Goldblatt                   | Punisher                              | |
| 1989 | Der unheimliche Hulk vor Gericht                                 | Bill Bixby                       | Hulk                                  | Basierend auf der Fernsehserie Der unglaubliche Hulk                                                        |
| 1988 | Die Rückkehr des unheimlichen Hulk                               | Nicholas Corea                   | Hulk                                  | Basierend auf der Fernsehserie Der unglaubliche Hulk                                                        |
| 1987 | Mr. India (मिस्टर इण्डिया)                                            | Shekhar Kapur                    | ohne Vorlage                          | |
| 1987 | RoboCop                                                          | Paul Verhoeven                   | ohne Vorlage                          | Beginn der Filmreihe                                                                                        |
| 1987 | Superman IV – Die Welt am Abgrund                                | Sidney J. Furie                  | Superman                              | Fortsetzung zu Superman III – Der stählerne Blitz                                                           |
| 1987 | The Spirit                                                       | Michael Schultz                  | The Spirit                            | Fernsehfilm                                                                                                 |
| 1986 | Captain Barbell                                                  | Leroy Salvador                   | Captain Barbell                       | |
| 1986 | Howard – Ein tierischer Held                                     | Willard Huyck                    | Howard the Duck                       | |
| 1985 | Atomic Hero                                                      | Michael Herz, Lloyd Kaufman      | The Toxic Avenger                     | Beginn der Filmreihe                                                                                        |
| 1985 | Red Sonja                                                        | Richard Fleischer                | Red Sonja                             | Spin-off zu Conan der Barbar                                                                                |
| 1985 | Remo – unbewaffnet und gefährlich                                | Guy Hamilton                     | Remo Williams                         | |
| 1984 | Conan der Zerstörer                                              | Richard Fleischer                | Conan der Cimmerier                   | Fortsetzung zu Conan der Barbar                                                                             |
| 1984 | Supergirl                                                        | Jeannot Szwarc                   | Supergirl                             | Spin-off zu Superman                                                                                        |
| 1984 | Der Typ vom anderen Stern                                        | John Sayles                      | ohne Vorlage                          | |
| 1983 | Superman III – Der stählerne Blitz                               | Richard Lester                   | Superman                              | Fortsetzung zu Superman II – Allein gegen alle                                                              |
| 1983 | Return of Captain Invincible oder Wer fürchtet sich vor Amerika? | Philippe Mora                    | ohne Vorlage                          | Satire |
| 1982 | Conan der Barbar                                                 | John Milius                      | Conan der Cimmerier                   | |
| 1982 | Das Ding aus dem Sumpf                                           | Wes Craven                       | Swamp Thing                           | |
| 1981 | Condorman                                                        | Charles Jarrott                  | ohne Vorlage                          | |
| 1980 | Der Supercop                                                     | Sergio Corbucci                  | ohne Vorlage                          | Klamotte mit Terence Hill & Ernest Borgnine                                                                 |
| 1980 | Superman II – Allein gegen alle                                  | Richard Lester                   | Superman                              | Fortsetzung zu Superman                                                                                     |
| 1980 | Der Puma Mann                                                    | Alberto De Martino               | ohne Vorlage                          | |
| 1980 | Ein wahrer Held                                                  | Martin Davidson                  | ohne Vorlage                          | |
| 1979 | Supersonic Man                                                   | J. Piquer Simon                  | ohne Vorlage                          | |
| 1979 | Captain America II: Death Too Soon                               | Ivan Nagy                        | Captain America                       | in Deutschland nicht erschienen                                                                             |
| 1979 | Captain America                                                  | Rod Holcomb                      | Captain America                       | |
| 1978 | Dr. Strange                                                      | Philip DeGuere                   | Dr. Strange                           | |
| 1978 | Superman                                                         | Richard Donner                   | Superman                              | Beginn einer neuen Superman-Filmreihe                                                                       |
| 1978 | Kiss – Von Phantomen gejagt                                      | Gordon Hessler                   | Kiss                                  | Fernsehfilm                                                                                                 |
| 1977 | Abar, the First Black Superman                                   | Frank Packard                    | ohne Vorlage                          | |
| 1975 | Doc Savage – Der Mann aus Bronze                                 | Michael Anderson                 | Doc Savage                            | |
| 1975 | Invasion aus dem Inneren der Erde                                | Shan Hua                         | ohne Vorlage                          | auch bekannt unter dem Namen „The Super Inframan“                                                           |
| 1973 | 3 dev adam                                                       | T. Fikret Uçak                   | Captain America, Santo und Spider-Man | |
| 1973 | Captain Barbell Boom!                                            | José Wenceslao                   | Captain Barbell                       | |
| 1969 | Mr. Freedom                                                      | William Klein                    | ohne Vorlage                          | Satire |
| 1968 | Goldface                                                         | Adalberto Albertini              | ohne Vorlage                          | |
| 1967 | Argoman – Der phantastische Supermann                            | Sergio Grieco                    | ohne Vorlage                          | |
| 1967 | Die drei Supermänner räumen auf                                  | Gianfranco Parolini              | ohne Vorlage                          | |
| 1967 | Das rote Phantom schlägt zu                                      | Nick Nostro                      | ohne Vorlage                          | |
| 1966 | Batman hält die Welt in Atem                                     | Leslie H. Martinson              | Batman                                | Film zur Fernsehserie                                                                                       |
| 1965 | Captain Barbell kontra Captain Bakal                             | Ruben Rustia                     | Captain Barbell                       | |
| 1964 | Captain Barbell                                                  | Herminio Bautista                | Captain Barbell                       | |
| 1952 | Klettermaxe                                                      | Kurt Hoffmann                    | Romanvorlage                          | Schwarzweißfilm                                                                                             |
| 1952 | Superman                                                         | George Blair                     | Superman                              | auch bekannt unter The Adventure of Superman, SW-Film                                                       |
| 1951 | Superman and the Mole-Men                                        | Lee Sholem                       | Superman                              | SW-Film, in Deutschland nicht erschienen                                                                    |
| 1949 | Batman and Robin                                                 | Spencer Gordon Bennet            | Batman                                | SW-Serial                                                                                                   |
| 1946 | Behind the Mask                                                  | Phil Karlson                     | ohne Vorlage                          | SW-Film |
| 1944 | Captain America                                                  | Elmer Clifton                    | Captain America                       | SW-Serial                                                                                                   |
| 1943 | Batman und Robin                                                 | Lambert Hillyer                  | Batman                                | SW-Serial                                                                                                   |
| 1943 | The Phantom                                                      | B. Reeves Eason                  | Phantom                               | SW-Film |
| 1941 | The Adventures of Captain Marvel                                 | John English, William Witney     | Captain Marvel                        | SW-Serial                                                                                                   |
| 1941 | The Green Hornet Strikes Again!                                  | Ford Beebe, John Rawlins         | Green Hornet                          | SW-Serial                                                                                                   |
| 1940 | The Green Hornet                                                 | Ford Beebe, Ray Taylor           | Green Hornet                          | SW-Serial                                                                                                   |

### Zeichentrick- und Animationsfilme
| Jahr | Titel                                                          | Regie                                                    | Porträtierter Superheld/Vorlage                                        | Anmerkung(en)                                                                               |
| ---- | -------------------------------------------------------------- | -------------------------------------------------------- | ---------------------------------------------------------------------- | ------------------------------------------------------------------------------------------- |
| 2024 | Ich – Einfach unverbesserlich 4                                | Chris Renaud                                             | keine Vorlage                                                          | Animationsfilm, Kinofilm                                                                    |
| 2023 | Miraculous: Ladybug & Cat Noir – Der Film                      | Jeremy Zag                                               | Ladybug & Cat Noir                                                     | Animationsfilm, Kinofilm                                                                    |
| 2023 | Paw Patrol – Der Mighty Kinofilm                               | Cal Brunker                                              | ohne Vorlage                                                           | Animationsfilm, Kinofilm                                                                    |
| 2022 | Batman and Superman: Battle of the Super Sons                  | Matt Peters                                              | Superboy (Jonathan Kent), Robin (Damian Wayne), Superman, Batman,      | Animationsfilm, Direct-to-Video                                                             |
| 2022 | DC League of Super-Pets                                        | Jared Stern                                              | Krypto, Superman, Batman, Wonder Woman, Justice League                 | Animationsfilm, Kinofilm                                                                    |
| 2021 | Injustice                                                      | Matt Peters                                              | Superman, Batman, Wonder Woman, Green Lantern, Aquaman, Justice League | Animationsfilm, Direct-to-Video                                                             |
| 2019 | Batman: Hush                                                   | Justin Copeland                                          | Batman                                                                 | Animationsfilm, Direct-to-Video                                                             |
| 2019 | Batman vs. Teenage Mutant Ninja Turtles                        | Jake Castorena                                           | Batman, Teenage Mutant Ninja Turtles                                   | Animationsfilm, Direct-to-Video                                                             |
| 2018 | Spider-Man: A New Universe                                     | Bob Persichetti, Peter Ramsey und Rodney Rothman         | Spider-Man                                                             | Animationsfilm                                                                              |
| 2018 | Teen Titans Go! To the Movies                                  | Peter Rida Michail und Aaron Horvath                     | Teen Titans                                                            | Animationsfilm                                                                              |
| 2018 | Die Unglaublichen 2                                            | Brad Bird                                                | ohne Vorlage                                                           | computeranimierter Film, Fortsetzung zu Die Unglaublichen – The Incredibles                 |
| 2018 | Scooby-Doo! & Batman: The Brave and the Bold                   | Jake Castorena                                           | Scooby-Doo, Batman                                                     | Animationsfilm, Direct-to-Video                                                             |
| 2018 | Batman: Gotham by Gaslight                                     | Sam Liu                                                  | Batman                                                                 | Animationsfilm, Direct-to-Video                                                             |
| 2018 | Suicide Squad: Hell to Pay                                     | Sam Liu                                                  | Suicide Squad                                                          | Animationsfilm, Direct-to-Video                                                             |
| 2018 | Batman Ninja                                                   | Junpei Mizusaki                                          | Batman                                                                 | Anime, Direct-to-Video                                                                      |
| 2018 | Lego DC Comics Super Heroes: The Flash                         | Ethan Spaulding                                          | The Flash                                                              | Animationsfilm, Direct-to-Video                                                             |
| 2018 | Lego DC Super Hero Girls: Super-Villain High                   | Elsa Garagarza                                           | DC Super Hero Girls                                                    | Animationsfilm, Direct-to-Video                                                             |
| 2017 | The LEGO Batman Movie                                          | Chris McKay                                              | Batman                                                                 | computeranimierter Film, Spin-off zu The LEGO Movie                                         |
| 2017 | Captain Underpants – Der supertolle erste Film                 | David Soren                                              | Captain Underpants                                                     | computeranimierter Film                                                                     |
| 2017 | Justice League Dark                                            | Jay Oliva                                                | Justice League                                                         | Animationsfilm, Direct-to-Video                                                             |
| 2017 | Teen Titans: Der Judas-Auftrag                                 | Sam Liu                                                  | Teen Titans                                                            | Animationsfilm, Direct-to-Video                                                             |
| 2017 | DC Super Hero Girls: Intergalactic Games                       | Cecilia Aranovich                                        | DC Super Hero Girls                                                    | Animationsfilm, Direct-to-Video                                                             |
| 2017 | Batman und Harley Quinn                                        | Sam Liu                                                  | Batman, Harley Quinn                                                   | Animationsfilm                                                                              |
| 2017 | Batman vs. Two-Face                                            | Rick Morales                                             | Batman, Two-Face                                                       | Animationsfilm, Direct-to-Video                                                             |
| 2017 | DC Super Heroes vs. Eagle Talon                                | Frogman                                                  |                                                                        | Anime, Crossover mit Eagle Talon                                                            |
| 2017 | Lego DC Super Hero Girls: Brain Drain                          | Todd Grimes                                              | DC Super Hero Girls                                                    | Animationsfilm, Direct-to-Video                                                             |
| 2016 | Hulk: Where Monsters Dwell                                     | Mitch Schauer                                            | Hulk                                                                   | Animationsfilm, Direct-to-Video                                                             |
| 2016 | Batman: Bad Blood                                              | Jay Oliva                                                | Batman                                                                 | Animationsfilm, Direct-to-Video                                                             |
| 2016 | DC Super Hero Girls: Super Hero High                           | Jennifer Coyle                                           | DC Super Hero Girls                                                    | Animationsfilm, Fernsehfilm                                                                 |
| 2016 | Justice League vs. Teen Titans                                 | Sam Liu                                                  | Justice League, Teen Titans                                            | Animationsfilm, Direct-to-Video                                                             |
| 2016 | Batman: The Killing Joke                                       | Sam Liu                                                  | Batman                                                                 | Animationsfilm                                                                              |
| 2016 | DC Super Hero Girls: Heldin des Jahres                         | Cecilia Aranovich                                        | DC Super Hero Girls                                                    | Animationsfilm, Direct-to-Video                                                             |
| 2016 | Batman Unlimited: Mechs vs. Mutants                            | Curt Geda                                                | Batman                                                                 | Animationsfilm, Direct-to-Video                                                             |
| 2016 | Batman: Return of the Caped Crusaders                          | Rick Morales                                             | Batman                                                                 | Animationsfilm, Direct-to-Video                                                             |
| 2016 | LEGO DC Comics Super Heroes: Justice League – Cosmic Clash     | Rick Morales                                             | Justice League                                                         | Animationsfilm, Direct-to-Video                                                             |
| 2016 | Gerechtigkeitsliga - Gefängnisausbruch in Gotham City          | Matt Peters und Melchior Zwyer                           | Justice League                                                         | Animationsfilm, Direct-to-Video                                                             |
| 2015 | Scooby-Doo! and Kiss: Rock and Roll Mystery                    | Spike Brandt und Tony Cervone                            | Kiss, Scooby-Doo                                                       | Animationsfilm, Direct-to-Video                                                             |
| 2015 | Justice League: Throne of Atlantis                             | Ethan Spaulding                                          | Justice League                                                         | Animationsfilm, Direct-to-Video                                                             |
| 2015 | Batman vs. Robin                                               | Jay Oliva                                                | Batman, Robin                                                          | Animationsfilm, Direct-to-Video                                                             |
| 2015 | Batman Unlimited: Animal Instincts                             | Butch Lukic                                              | Batman                                                                 | Animationsfilm, Direct-to-Video                                                             |
| 2015 | Justice League - Götter und Monster                            | Sam Liu                                                  | Justice League                                                         | Animationsfilm, Direct-to-Video                                                             |
| 2015 | Batman Unlimited: Monster Mayhem                               | Butch Lukic                                              | Batman                                                                 | Animationsfilm, Direct-to-Video                                                             |
| 2015 | Lego DC Comics Super Heroes: Justice League vs. Bizarro League | Brandon Vietti                                           | Justice League                                                         | computeranimierter Film, Direct-to-Video                                                    |
| 2015 | LEGO Gerechtigkeitsliga: Angriff der Legion der Verdammnis     | Rick Morales                                             | Justice League                                                         | Animationsfilm, Direct-to-Video                                                             |
| 2014 | Iron Man and Captain America: Heroes United                    | Leo Riley                                                | Iron Man, Captain America                                              | Animationsfilm, Direct-to-Video                                                             |
| 2014 | Avengers Confidential: Black Widow & Punisher                  | Kenichi Shimizu                                          | Black Widow, Punisher                                                  | Anime-Film, Direct-to-Video                                                                 |
| 2014 | JLA Adventures: Trapped in Time                                | Giancarlo Volpe                                          | Justice League                                                         | Animationsfilm, Direct-to-Video                                                             |
| 2014 | Justice League: War                                            | Jay Oliva                                                | Justice League                                                         | Animationsfilm, Direct-to-Video                                                             |
| 2014 | Son of Batman                                                  | Ethan Spaulding                                          | Batman                                                                 | Animationsfilm, Direct-to-Video                                                             |
| 2014 | Batman: Assault on Arkham                                      | Jay Oliva und Ethan Spaulding                            | Batman                                                                 | Animationsfilm, Direct-to-Video                                                             |
| 2013 | Batman: The Dark Knight Returns, Teil 2                        | Jay Oliva                                                | Batman                                                                 | zweiteiliger Animationsfilm                                                                 |
| 2013 | Iron Man: Rise of Technovore                                   | Hiroshi Hamazaki                                         | Iron Man                                                               | Anime-Film                                                                                  |
| 2013 | Iron Man and Hulk: Heroes United                               | Eric Radomski, Leo Riley                                 | Iron Man, Hulk                                                         | Animationsfilm, Direct-to-Video                                                             |
| 2013 | Superman: Unbound                                              | James Tucker                                             | Superman                                                               | Animationsfilm, Direct-to-Video                                                             |
| 2013 | Justice League: The Flashpoint Paradox                         | Jay Oliva                                                | Justice League                                                         | Animationsfilm, Direct-to-Video                                                             |
| 2013 | Lego Batman - Der Film: Vereinigung der DC Superhelden         | Jon Burton                                               | Batman                                                                 | Animationsfilm basierend auf dem Videospiel Lego Batman 2: DC Super Heroes, Direct-to-Video |
| 2012 | Tiger & Bunny: The Beginning                                   | Yoshitomo Yonetani                                       | Tiger & Bunny                                                          | Anime-Film                                                                                  |
| 2012 | Batman: The Dark Knight Returns, Teil 1                        | Jay Oliva                                                | Batman                                                                 | zweiteiliger Animationsfilm                                                                 |
| 2012 | Ben 10: Destroy all Aliens                                     | Victor Cook                                              | Ben 10                                                                 | computeranimierter Fernsehfilm                                                              |
| 2012 | Justice League: Doom                                           | Lauren Montgomery                                        | Justice League                                                         | Animationsfilm, Fortsetzung zu Justice League: Crisis on Two Earths, Direct-to-Video        |
| 2012 | Superman vs. The Elite                                         | Michael Chang                                            | Superman                                                               | Animationsfilm, Direct-to-Video                                                             |
| 2011 | Ben 10/Generator Rex: Heroes United                            | Chris Graham und Kenji Ono                               | Ben 10, Generator Rex                                                  | Zeichentrickfilm, Direct-to-Video                                                           |
| 2011 | Thor: Tales of Asgard                                          | Sam Liu                                                  | Thor                                                                   | Animationsfilm, Direct-to-Video                                                             |
| 2011 | All-Star Superman                                              | Sam Liu                                                  | Superman                                                               | Animationsfilm, Direct-to-Video                                                             |
| 2011 | Batman: Year One                                               | Sam Liu und Lauren Montgomery                            | Batman                                                                 | Animationsfilm, Direct-to-Video                                                             |
| 2010 | Megamind                                                       | Tom McGrath                                              | ohne Vorlage                                                           | Animationsfilm                                                                              |
| 2010 | Marvel Super Heroes 4D                                         | Joshua Wexler                                            | Marvel Universum                                                       | Animationsfilm, 4D-Film                                                                     |
| 2010 | Superman/Batman: Apocalypse                                    | Lauren Montgomery                                        | Superman, Batman                                                       | Zeichentrickfilm, Fortsetzung zu Superman/Batman: Public Enemies                            |
| 2010 | Planet Hulk                                                    | Sam Liu                                                  | Hulk                                                                   | Animationsfilm, Direct-to-Video                                                             |
| 2010 | Batman: Under the Red Hood                                     | Brandon Vietti                                           | Batman                                                                 | Animationsfilm, Direct-to-Video                                                             |
| 2010 | Justice League: Crisis on Two Earths                           | Lauren Montgomery und Sam Liu                            | Justice League                                                         | Animationsfilm, Direct-to-Video                                                             |
| 2009 | Superman/Batman: Public Enemies                                | Sam Liu                                                  | Superman, Batman                                                       | Zeichentrickfilm                                                                            |
| 2009 | Teenage Mutant Ninja Turtles: Turtles Forever                  | Roy Burdine, Lloyd Goldfine                              | Teenage Mutant Ninja Turtles                                           | Fernsehfilm, Finale der Zeichentrickserie Teenage Mutant Ninja Turtles                      |
| 2009 | Wonder Woman                                                   | Lauren Montgomery                                        | Wonder Woman                                                           | Zeichentrickfilm, Direct-to-Video                                                           |
| 2009 | Astro Boy – Der Film                                           | David Bowers                                             | Astro Boy                                                              | computeranimierter Film                                                                     |
| 2009 | Hulk Vs. - Thor & Wolverine                                    | Sam Liu und Frank Paur                                   | Hulk                                                                   | Animationsfilm, Direct-to-Video                                                             |
| 2009 | Green Lantern: First Flight                                    | Lauren Montgomery                                        | Green Lantern                                                          | Animationsfilm, Direct-to-Video                                                             |
| 2008 | Turok: Son of Stone                                            | Curt Geda, Dan Riba, Frank Squillace und Tad Stones      | Ben 10, Generator Rex                                                  | Zeichentrickfilm, Direct-to-Video                                                           |
| 2008 | The Next Avengers: Heroes of Tomorrow                          | Jay Oliva und Gary Hartle                                | The Avengers                                                           | Animationsfilm, Direct-to-Video                                                             |
| 2008 | Justice League: The New Frontier                               | Dave Bullock                                             | Justice League                                                         | Animationsfilm, Direct-to-Video                                                             |
| 2007 | Hellboy – Blut und Eisen                                       | Phil Weinstein, Tad Stones                               | Hellboy                                                                | Zeichentrickfilm, Fernsehfilm                                                               |
| 2007 | Highlander – Die Macht der Vergeltung                          | Yoshiaki Kawajiri                                        | Highlander                                                             | Anime                                                                                       |
| 2007 | The Invincible Iron Man                                        | Frank Paur                                               | Iron Man                                                               | Zeichentrickfilm                                                                            |
| 2007 | Superman: Doomsday                                             | Bruce Timm                                               | Superman                                                               | Zeichentrickfilm, in Deutschland nicht erschienen                                           |
| 2007 | TMNT – Teenage Mutant Ninja Turtles                            | Kevin Munroe                                             | Teenage Mutant Ninja Turtles                                           | computeranimierter Film                                                                     |
| 2007 | Ben 10: Secret of the Omnitrix                                 | Sebastian O. Montes III und Scooter Tidwell              | Ben 10                                                                 | Animationsfilm, Fernsehfilm                                                                 |
| 2007 | The Condor                                                     | Steven E. Gordon                                         | ohne Vorlage                                                           | Animationsfilm, Direct-to-Video                                                             |
| 2007 | Mosaic                                                         | Roy Allen Smith                                          | ohne Vorlage                                                           | Animationsfilm, Direct-to-Video                                                             |
| 2007 | Doctor Strange                                                 | Patrick Archibald, Jay Oliva, Dick Sebast und Frank Paur | Doctor Strange                                                         | Animationsfilm, Direct-to-Video                                                             |
| 2006 | Hellboy – Schwert der Stürme                                   | Phil Weinstein, Tad Stones                               | Hellboy                                                                | Zeichentrickfilm, Direct-to-Video                                                           |
| 2006 | Superman: Brainiac Attacks                                     | Curt Geda                                                | Superman                                                               | Zeichentrickfilm zu Superman Returns, in Deutschland nicht erschienen                       |
| 2006 | The Batman vs Dracula                                          | Michael Goguen                                           | Batman                                                                 | Zeichentrickfilm zu Batman Begins, Fernsehfilm, in Deutschland nicht erschienen             |
| 2006 | Ultimate Avengers 2                                            | Will Meugniot, Dick Sebast und Bob Richardson            | The Avengers                                                           | Animationsfilm, Direct-to-Video                                                             |
| 2006 | Ultimate Avengers – The Movie                                  | Bob Richardson                                           | The Avengers                                                           | Animationsfil, Direct-to-Video                                                              |
| 2006 | Teen Titans: Trouble in Tokyo                                  | Michael Chang, Ben Jones und Matt Youngberg              | Teen Titans                                                            | Animationsfilm, Fernsehfilm, spielt im Universum von Teen Titans                            |
| 2004 | Die Unglaublichen – The Incredibles                            | Brad Bird                                                | ohne Vorlage                                                           | Animationsfilm                                                                              |
| 2003 | Batman – Rätsel um Batwoman                                    | Curt Geda                                                | Batman                                                                 | Zeichentrickfilm                                                                            |
| 2002 | The Powerpuff Girls Movie                                      | Craig McCracken                                          | Powerpuff Girls                                                        | Animationsfilm                                                                              |
| 2000 | Batman of the Future – Der Joker kommt zurück                  | Curt Geda                                                | Batman of the Future                                                   | Zeichentrickfilm                                                                            |
| 1998 | The Batman/Superman Movie                                      | Toshihiko Masuda                                         | Batman, Superman                                                       | Zeichentrickfilm                                                                            |
| 1998 | Batman & Mr. Freeze – Eiszeit                                  | Boyd Kirkland                                            | Batman                                                                 | Zeichentrickfilm                                                                            |
| 1996 | Daredevil vs. Spider-Man – Duell der Mächte                    | Bob Richardson                                           | Spider-Man, Daredevil                                                  | Zusammenschnitt aus vier Episoden der Zeichentrickserie New Spider-Man                      |
| 1993 | Batman und das Phantom                                         | Eric Radomski & Bruce Timm                               | Batman                                                                 | Zeichentrickfilm zu Batman: The Animated Series                                             |
| 1968 | VIP – Mein Bruder, der Supermann                               | Bruno Bozzetto                                           | ohne Vorlage                                                           | Zeichentrickfilm, Parodie                                                                   |
| 1964 | Underdog                                                       | William F. Claxton                                       | Underdog, der Superhund                                                | Zeichentrickfilm                                                                            |
| 1943 | Superman: Secret Agent                                         | Seymour Kneitel                                          | Superman                                                               | Zeichentrickfilm, in Deutschland nicht erschienen                                           |
| 1943 | Superman: The Underground World                                | Seymour Kneitel                                          | Superman                                                               | Zeichentrickfilm, in Deutschland nicht erschienen                                           |
| 1943 | Superman: Jungle Drums                                         | Dan Gordon                                               | Superman                                                               | Zeichentrickfilm, in Deutschland nicht erschienen                                           |
| 1943 | Superman: The Mummy Strikes                                    | Isadore Sparber                                          | Superman                                                               | Zeichentrickfilm, in Deutschland nicht erschienen                                           |
| 1942 | Superman: Destruction, Inc.                                    | Isadore Sparber                                          | Superman                                                               | Zeichentrickfilm, in Deutschland nicht erschienen                                           |
| 1942 | Superman: Eleventh Hour                                        | Isadore Sparber                                          | Superman                                                               | Zeichentrickfilm, in Deutschland nicht erschienen                                           |
| 1942 | Superman: Showdown                                             | Isadore Sparber                                          | Superman                                                               | Zeichentrickfilm, in Deutschland nicht erschienen                                           |
| 1942 | Superman: Japoteurs                                            | Seymour Kneitel                                          | Superman                                                               | Zeichentrickfilm, in Deutschland nicht erschienen                                           |
| 1941 | Superman: Volcano                                              | Dave Fleischer                                           | Superman                                                               | Zeichentrickfilm, in Deutschland nicht erschienen                                           |
| 1941 | Superman: Electric Earthquake                                  | Dave Fleischer                                           | Superman                                                               | Zeichentrickfilm, in Deutschland nicht erschienen                                           |
| 1941 | Superman: The Magnetic Telescope                               | Dave Fleischer                                           | Superman                                                               | Zeichentrickfilm, in Deutschland nicht erschienen                                           |
| 1941 | Superman: The Bulleteers                                       | Dave Fleischer                                           | Superman                                                               | Zeichentrickfilm, in Deutschland nicht erschienen                                           |
| 1941 | Superman: The Arctic Giant                                     | Dave Fleischer                                           | Superman                                                               | Zeichentrickfilm, in Deutschland nicht erschienen                                           |
| 1941 | Superman: Billion Dollar Limited                               | Dave Fleischer                                           | Superman                                                               | Zeichentrickfilm, in Deutschland nicht erschienen                                           |
| 1940 | Superman: The Mechanical Monsters                              | Dave Fleischer                                           | Superman                                                               | Zeichentrickfilm, in Deutschland nicht erschienen                                           |
| 1940 | Superman:The Mad Scientist                                     | Dave Fleischer                                           | Superman                                                               | Zeichentrickfilm, in Deutschland nicht erschienen, auch bekannt unter Superman              |

## Fernsehserien

### Realserien
| Jahr | Titel                                     | Produktion/Idee                                  | Porträtierter Superheld/Vorlage             | Anmerkung(en)                    | Produktionsjahr(e) |
| ---- | ----------------------------------------- | ------------------------------------------------ | ------------------------------------------- | -------------------------------- | ------------------ |
| 2025 | Daredevil: Born Again                     | Dario Scardapane                                 | Daredevil                                   | Teil des MCU                     | 2025               |
| 2025 | Ironheart                                 | Chinaka Hodge                                    | Ironheart                                   | Teil des MCU                     | 2025               |
| 2024 | Echo                                      | Marion Dayre                                     | Echo                                        | Teil des MCU                     | 2024               |
| 2024 | Agatha All Along                          | Jac Schaeffer                                    | Agatha Harkness                             | Teil des MCU                     | 2024               |
| 2023 | Secret Invasion                           | Kyle Bradstreet                                  | Comicvorlage                                | Teil des MCU                     | 2023               |
| 2022 | She-Hulk: Die Anwältin                    | Jessica Gao                                      | She-Hulk                                    | Teil des MCU                     | 2022               |
| 2022 | Ich bin Groot                             | Kirsten Lepore                                   | Groot                                       | Teil des MCU                     | 2022–2023          |
| 2022 | Ms. Marvel                                | Bisha K. Ali                                     | Ms. Marvel                                  | Teil des MCU                     | 2022               |
| 2022 | Moon Knight                               | Jeremy Slater                                    | Moon Knight                                 | Teil des MCU                     | 2022               |
| 2022 | Peacemaker                                | James Gunn                                       | Peacemaker                                  | Fortsetzung zu The Suicide Squad | seit 2022          |
| 2021 | Hawkeye                                   | Jonathan Igla                                    | Hawkeye                                     | Teil des MCU                     | 2021               |
| 2021 | Loki                                      | Michael Waldron                                  | Loki                                        | Teil des MCU                     | seit 2021          |
| 2021 | The Falcon and the Winter Soldier         | Malcolm Spellman                                 | Falcon & Winter Soldier                     | Teil des MCU                     | 2021               |
| 2021 | Superman & Lois                           | Todd Helbing & Greg Berlanti                     | Superman & Lois Lane                        | Teil des Arrowverse              | seit 2021          |
| 2021 | WandaVision                               | Jac Schaeffer                                    | Scarlet Witch & Vision                      | Teil des MCU                     | 2021               |
| 2020 | Helstrom                                  | Paul Zbyszewski                                  | Daimon & Ana Helstrom                       | Teil des MCU                     | 2020               |
| 2019 | Batwoman                                  | Caroline Dries                                   | Batwoman                                    | Teil des Arrowverse              | seit 2019          |
| 2019 | The Boys                                  | Eric Kripke                                      | The Boys                                    |                                  | seit 2019          |
| 2019 | The Umbrella Academy                      | Steve Blackman, Gerard Way & Gabriel Bá          | Comicvorlage                                |                                  | seit 2019          |
| 2019 | Swamp Thing                               | Gary Dauberman, Mark Verheiden                   | Swamp Thing                                 |                                  | 2019               |
| 2018 | Marvel’s Cloak & Dagger                   | Joe Pokaski                                      | Cloak, Dagger                               | Teil des MCU                     | 2018–2019          |
| 2018 | Black Lightning                           | Salim Akil                                       | Black Lightning                             |                                  | seit 2018          |
| 2018 | Krypton                                   | David S. Goyer                                   | Superman-Universum                          |                                  | 2018–2019          |
| 2017 | Marvel’s Runaways                         | Josh Schwartz, Stephanie Savage                  | Runaways                                    | Teil des MCU                     | 2017–2019          |
| 2017 | The Gifted                                | Matt Nix                                         | X-Men                                       | Teil des X-Men-Franchises        | 2017–2019          |
| 2017 | Legion                                    | Noah Hawley                                      | Legion                                      | Teil des X-Men-Franchises        | 2017–2019          |
| 2017 | Marvel’s The Punisher                     | Steve Lightfoot                                  | Punisher                                    | Teil des MCU                     | 2017–2019          |
| 2017 | Marvel’s Iron Fist                        | Scott Buck                                       | Iron Fist                                   | Teil des MCU                     | 2017–2018          |
| 2017 | Marvel’s The Defenders                    | Douglas Petrie, Marco Ramirez                    | Defenders                                   | Teil des MCU                     | 2017               |
| 2017 | Marvel’s Inhumans                         | Scott Buck                                       | Inhumans                                    | Teil des MCU                     | 2017               |
| 2017 | Powerless                                 | Ben Queen                                        | DC-Universum                                |                                  | 2017               |
| 2016 | Legends of Tomorrow                       | Greg Berlanti, Marc Guggenheim, Andrew Kreisberg | DC-Universum                                | Teil des Arrowverse              | seit 2016          |
| 2016 | Marvel’s Luke Cage                        | Cheo Hodari Coker                                | Luke Cage                                   | Teil des MCU                     | 2016–2018          |
| 2015 | Marvel’s Daredevil                        | Drew Goddard                                     | Daredevil                                   | Teil des MCU                     | 2015–2018          |
| 2015 | Marvel’s Jessica Jones                    | Melissa Rosenberg                                | Jessica Jones                               | Teil des MCU                     | 2015–2019          |
| 2015 | Supergirl                                 | Greg Berlanti, Allison Adler                     | Supergirl                                   | Teil des Arrowverse              | seit 2015          |
| 2015 | Marvel’s Agent Carter                     | Christopher Markus, Stephen McFeely              | Agent Carter                                | Teil des MCU                     | 2015–2016          |
| 2015 | Powers                                    | Brian Michael Bendis, Charlie Huston             | Powers                                      |                                  | 2015–2016          |
| 2014 | The Flash                                 | Greg Berlanti, Andrew Kreisberg und Geoff Johns  | The Flash                                   | Teil des Arrowverse              | seit 2014          |
| 2014 | Gotham                                    | Danny Cannon                                     | Batman-Universum                            |                                  | 2014–2019          |
| 2014 | Constantine                               | Daniel Cerone und David S. Goyer                 | Hellblazer                                  | Teil des Arrowverse              | 2014–2015          |
| 2014 | Intelligence                              | Michael Seitzman, John Dixon                     | keine Vorlage                               |                                  | 2014               |
| 2013 | Marvel’s Agents of S.H.I.E.L.D.           | Garry A. Brown, Joss und Jed Whedon              | S.H.I.E.L.D.                                | Teil des MCU                     | 2013–2020          |
| 2013 | The Thundermans                           | Jed Spingarn                                     | ohne Vorlage                                | Kinder- und Jugend-Sitcom        | 2013–2018          |
| 2013 | Samurai Flamenco                          | Manglobe                                         | ohne Vorlage                                | Anime-Serie                      | 2013               |
| 2012 | Arrow                                     | David Nutter, Marc Guggenheim                    | Green Arrow                                 | Beginn des Arrowverse            | 2012–2020          |
| 2011 | Alphas                                    | Ira Steven Behr                                  | keine Vorlage                               |                                  | 2011–2012          |
| 2011 | The Cape                                  | Thomas Wheeler                                   | keine Vorlage                               |                                  | 2011               |
| 2009 | The Listener – Hellhörig                  | Christina Jennings, Michael Amo                  | keine Vorlage                               |                                  | 2009–2014          |
| 2009 | Misfits                                   | Kate Crowe, Howard Overman                       | keine Vorlage                               |                                  | 2009–2013          |
| 2007 | Bionic Woman                              | D. Howard Grigsby, David Eick                    | Remake von Die Sieben-Millionen-Dollar-Frau |                                  | 2007               |
| 2007 | Painkiller Jane                           | diverse                                          | Painkiller Jane                             |                                  | 2007               |
| 2006 | Heroes                                    | Tim Kring                                        | keine Vorlage                               |                                  | 2006–2010          |
| 2006 | Blade – Die Jagd geht weiter              | Gordon Mark, David S. Goyer                      | Blade                                       |                                  | 2006               |
| 2004 | 4400 – Die Rückkehrer                     | Scott Peters                                     | keine Vorlage                               |                                  | 2004–2007          |
| 2002 | Birds of Prey                             | Brian Robbins, Shawn Levy, Laeta Kalogridis      | Birds of Prey                               |                                  | 2002–2003          |
| 2001 | Smallville                                | Alfred Gough, Miles Millar                       | Superman                                    |                                  | 2001–2011          |
| 2001 | Mutant X                                  | Avi Arad, Jay Firestone, Jamie Paul Rock         | X-Men-Universum                             |                                  | 2001–2004          |
| 2001 | Witchblade – Die Waffe der Götter         | Ralph Hemecker                                   | Witchblade                                  |                                  | 2001–2002          |
| 1996 | Der Clown                                 | action concept                                   | keine Vorlage                               |                                  | 1996–2000          |
| 1993 | Superman – Die Abenteuer von Lois & Clark | Joe Shuster, Jerry Siegel                        | Superman                                    |                                  | 1993–1997          |
| 1990 | Swamp Thing                               | Joseph Stefano                                   | Swamp Thing                                 |                                  | 1990–1993          |
| 1990 | Flash – Der Rote Blitz                    | Robert Iscove                                    | The Flash                                   |                                  | 1990–1991          |
| 1988 | Superboy                                  | Ilya Salkind, Alexander Salkind                  | Superboy                                    |                                  | 1988–1992          |
| 1981 | The Greatest American Hero                | Stephen J. Cannell                               | keine Vorlage                               | Superhelden-Komödie              | 1981–1983          |
| 1978 | Spider-Man                                | Tōei                                             | Spider-Man                                  |                                  | 1978–1979          |
| 1977 | Der unglaubliche Hulk                     | Kenneth Johnson                                  | Hulk                                        |                                  | 1977–1982          |
| 1977 | The Amazing Spider-Man                    | Stan Lee, Steve Ditko                            | Spider-Man                                  |                                  | 1977–1979          |
| 1975 | Wonder Woman                              | Stanley Ralph Ross, Douglas S. Cramer            | Wonder Woman                                |                                  | 1975–1979          |
| 1975 | The Secrets of Isis                       | Marc Richards                                    | Isis                                        |                                  | 1975–1976          |
| 1974 | Shazam                                    |                                                  | Shazam                                      |                                  | 1974–1976          |
| 1967 | Immer wenn er Pillen nahm                 | Jack Arnold                                      | keine Vorlage                               | Superhelden-Komödie              | 1967               |
| 1966 | Batman                                    | William Dozier                                   | Batman                                      |                                  | 1966–1968          |
| 1966 | The Green Hornet                          | William Dozier                                   | Green Hornet                                |                                  | 1966–1967          |
| 1952 | Superman                                  |                                                  | Superman                                    |                                  | 1952–1958          |

### Zeichentrickserien
| Jahr | Titel                                             | Produktion/Idee                                      | Porträtierter Superheld/Vorlage                           | Anmerkung(en)                                                            | Produktionsjahr(e)             |
| ---- | ------------------------------------------------- | ---------------------------------------------------- | --------------------------------------------------------- | ------------------------------------------------------------------------ | ------------------------------ |
| 2025 | Der freundliche Spider-Man aus der Nachbarschaft  | Jeff Trammel                                         | Spider-Man                                                |                                                                          | seit 2025                      |
| 2021 | What If…?                                         | A. C. Bradley                                        | diverse                                                   | Teil des MCU                                                             | 2021–2024                      |
| 2015 | Guardians of the Galaxy                           | Dan Abnett, Andy Lanning, James Gunn, Nicole Perlman | Guardians of the Galaxy                                   |                                                                          | seit 2015                      |
| 2015 | Miraculous – Geschichten von Ladybug und Cat Noir | Thomas Astruc                                        | ohne Vorlage                                              |                                                                          | seit 2015                      |
| 2014 | Penn Zero: Part-Time Hero                         | Jared Bush, Sam Levine                               | ohne Vorlage                                              |                                                                          | seit 2014                      |
| 2011 | Green Lantern: The Animated Series                | Jim Krieg, Bruce Timm, Giancarlo Volpe               | Green Lantern                                             |                                                                          | 2011–2013                      |
| 2011 | Tiger & Bunny                                     | Sunrise                                              | Tiger & Bunny                                             |                                                                          | seit 2011                      |
| 2010 | Die Avengers – Die mächtigsten Helden der Welt    | Joshua Fine                                          | Die Rächer                                                |                                                                          | seit 2010                      |
| 2010 | DC Showcase                                       | Bruce Timm                                           | Figuren aus dem DC-Universum                              | Kurzfilmreihe                                                            | seit 2010                      |
| 2009 | The Super Hero Squad Show                         |                                                      | Iron Man, Hulk, Silver Surfer, Wolverine, Falcon und Thor |                                                                          | 2009–2011                      |
| 2009 | Die Superschurken-Liga                            | Nerd Corps Entertainment                             | ohne Vorlage                                              |                                                                          | 2009–2012                      |
| 2008 | Batman: The Brave and the Bold                    | Michael Jelenic                                      | Batman und eine weitere Figur aus dem DC-Universum        |                                                                          | 2008–2011                      |
| 2008 | Spectacular Spider-Man                            | Greg Weisman, Victor Cook et al.                     | Spider-Man                                                |                                                                          | 2008–2009                      |
| 2004 | The Batman                                        | Michael Goguen, Duane Capizzi                        | Batman                                                    |                                                                          | 2004–2008                      |
| 2001 | Die Liga der Gerechten                            | Bruce Timm, Paul Dini                                | Justice League                                            | in den USA zwei Serien                                                   | 2001–2006                      |
| 1999 | The Avengers – United They Stand                  | Stan Lee, Avi Arad, Ron Myrick                       | Die Rächer                                                |                                                                          | 1999–2000                      |
| 1996 | Superman                                          | Clancy Brown, Dana Delany, Tim Daly                  | Superman                                                  |                                                                          | 1996–2000                      |
| 1995 | Freakazoid!                                       | Steven Spielberg, Bruce Timm, Paul Dini              | ohne Vorlage                                              |                                                                          | 1995–1997                      |
| 1995 | Die Maske                                         | John Arcudi                                          | Die Maske                                                 | basiert auf Die Maske                                                    | 1995–1997                      |
| 1994 | Die Fantastischen Vier mit neuen Abenteuern       | Stan Lee                                             | Die Fantastischen Vier (Comic)                            |                                                                          | 1994–1996                      |
| 1993 | Highlander                                        | Serge Rosenzweig                                     | Highlander                                                |                                                                          | 1994–1996                      |
| 1993 | The New Adventures of Captain Planet              | Ted Turner                                           | ohne Vorlage                                              |                                                                          | 1993–1996                      |
| 1993 | New Spider-Man                                    | John Semper, Jr.                                     | Spider-Man                                                |                                                                          | 1993–1998                      |
| 1992 | Batman                                            | Alan Burnett, Paul Dini et al.                       | Batman                                                    | auch Batman: the Animated Series und Batman & Robin                      | 1992–1995; 1997–1999           |
| 1991 | Darkwing Duck                                     | Tad Stones                                           | ohne Vorlage                                              | entfernt an DuckTales angelehnt                                          | 1991–1992                      |
| 1990 | Captain Planet                                    | Ted Turner                                           | ohne Vorlage                                              |                                                                          | 1990–1992                      |
| 1989 | Captain N                                         |                                                      | Figuren aus dem NES-Universum                             |                                                                          | 1989–1991                      |
| 1988 | Superman                                          |                                                      | Superman                                                  |                                                                          | 1988                           |
| 1985 | Defenders of the Earth – Die Retter der Erde      |                                                      | Flash Gordon, Mandra, der Zauberer, Phantom               |                                                                          | 1985                           |
| 1984 | Teenage Mutant Hero Turtles                       | Steve Barron                                         | Teenage Mutant Ninja Turtles                              |                                                                          | 1987–1996                      |
| 1981 | Spider-Man und seine außergewöhnlichen Freunde    | Dennis Marks                                         | Spider-Man, Iceman und Firestar                           |                                                                          | 1981–1983                      |
| 1977 | Ein Fall für Batman                               | Filmation                                            | Batman                                                    | in Deutschland zusammen mit Batman with Robin the Boy Wonder geschnitten | 1977                           |
| 1968 | Batman with Robin the Boy Wonder                  | Filmation                                            | Batman                                                    | in Deutschland Teil von Ein Fall für Batman                              | 1968                           |
| 1966 | Ein Job für Superman                              | Filmation                                            | Superman                                                  |                                                                          | 1966–1970                      |
| 1966 | Mirakulus und Supermaus                           | Bob Kane                                             | ohne Vorlage                                              |                                                                          | 1960–1962                      |
| 1942 | Mighty Mouse                                      | Terrytoons                                           | ohne Vorlage                                              | Kurzfilme und Serien                                                     | 1942–1961, diverse Neuauflagen |